# رون ويلسون (لاعب كرة قدم أسترالية)
رون ويلسون (بالإنجليزية: Ron Wilson)‏ هو لاعب كرة قدم أسترالية أسترالي، ولد في 5 يونيو 1915، وتوفي في 20 سبتمبر 1984.

## وصلات خارجية
- رون ويلسون على موقع AustralianFootball.com (الإنجليزية)
- رون ويلسون على موقع AFLtables.com (الإنجليزية)